# إراستوس برينرد
إراستوس برينرد (بالإنجليزية: Erastus Brainerd)‏ هو أمين متحف وصحفي أمريكي، ولد في 25 فبراير 1855، وتوفي في 25 ديسمبر 1922.